# Simon L. Adler
Simon Louis Adler (* 30. August 1867 in Seneca Falls, New York; † 23. Mai 1934 in Rochester, New York) war ein US-amerikanischer Jurist und Politiker. Nach seiner Berufung durch Präsident Calvin Coolidge fungierte er von 1927 bis zu seinem Tod im Jahr 1934 als Bundesrichter am Bundesbezirksgericht für den westlichen Distrikt von New York.

## Werdegang
Simon Adler besuchte nach seiner Schulausbildung zunächst die Cornell University, an der er 1889 den Bachelor of Laws erwarb. An der Harvard Law School schloss er 1892 ab, woraufhin er in Rochester als Rechtsanwalt zu praktizieren begann. Ab 1911 saß er als republikanischer Abgeordneter in der New York State Assembly, der er bis 1926 angehörte. Ab 1916 fungierte er als Vorsitzender der republikanischen Mehrheitsfraktion (Majority Leader).
Am 19. Mai 1927 wurde Adler durch Präsident Coolidge zum Richter am United States District Court for the Western District of New York ernannt. Da sich der Kongress in der Sitzungspause befand, wurde dafür ein Recess Appointment genutzt. Die formale Nominierung erfolgte am 6. Dezember desselben Jahres, woraufhin der Senat der Vereinigten Staaten Adlers Ernennung am 16. Januar 1928 bestätigte. Er übte sein Richteramt bis zu seinem Tod am 23. Mai 1934 aus. Sein Nachfolger wurde Harlan W. Rippey.